# HMS Chatham (F87)
La HMS Chatham (F87) es una fragata del tipo 22 perteneciente a la Marina Real Británica.
Fue botada el 20 de enero de 1988, asignada al servicio el 4 de mayo de 1990 y dada de baja el 9 de febrero de 2011, siendo desguazada en 2013.